# Heparan sulfat
Heparan sulfat (HS) je linearni polisaharid koji je prisutan u svim životinjskim tkivima. On se javlja kao proteoglikan (HSPG) u kome su dva ili tri HS lanca vezana za proteine u blizini ćelijske površine ili u ekstracelularnom matriksu. U tom obliku HS se vezuje za niz proteinskih liganda i reguliše mnoštvo bioloških aktivnosti, među kojima su razvojni procesi, angiogeneza, koagulacija krvi i metastaza tumora. Za HS je pokazano da služi kao ćelijski receptor za brojne viruse (npr. respiratorni sincitialni virus).

## Proteoglikani
Glavni HSPG ćelijske membrane su transmembranski sindekani i glikozil-fosfatidilinozitol (GPI) učvršćeni glipikanima. Druge manje zastupljene forme membranskih HSPG sz betaglikan i V-3 izoforma CD44 prisutna na keratinocitima i aktivirani monociti.